# Лоріс Баз
Лоріс Баз (фр. Loris Baz; 1 лютого 1993, Салланш, Франція) — французький мотогонщик, учасник чемпіонатів світу з шосейно-кільцевих мотоперегонів серій MotoGP та WSBK. В сезоні 2016 виступає у класі MotoGP за команду «Avintia Racing» під номером 76.

## Кар'єра

### MotoGP
Перед початком сезону 2015 Лоріс уклав попередній контракт з командою «Drive M7 Aspar» на виступи у класі MotoGP, але згодом його було анульовано через великий зріст француза (192 см) — інженери команди навіть деякий час намагались переробити мотоцикл для зручної посадки в ньому База: збільшили сидіння, змінили конфігурацію вихлопних труб, модифікували щиток приладів. Він, однак, не відмовився від своєї мрії взяти участь у «королівських» мотоперегонах, і прийняв пропозицію та приєднався до команди «Forward Racing».
Протягом сезону команда зазнала фінансових проблем, через що Лоріс був змушений пропустити гонку у Індіанаполісі. Загалом же у більшості гонок француз боровся за потрапляння у залікову зону, а найкращим його результатом стало четверте місце на Гран-Прі Сан Марино. За підсумками чемпіонату Лоріс у загальному заліку зайняв 17-е місце. Після закінчення сезону команда припинила свою участь у серії, але Баз отримав запрошення та перебрався до команди «Avintia Racing» на наступний сезон.

## Статистика виступів

### MotoGP

#### В розрізі сезонів
| Сезон | Клас   | Команда                              | Мотоцикл                | Гонки | Пер | Под | ПП | НК | Очки | Місце |
| ----- | ------ | ------------------------------------ | ----------------------- | ----- | --- | --- | -- | -- | ---- | ----- |
| 2015  | MotoGP | Athina Forward Racing Forward Racing | Yamaha—Forward          | 17    | 0   | 0   | 0  | 0  | 28   | 17    |
| 2016* | MotoGP | Avintia Racing                       | Ducati Desmosedici GP14 |       |     |     |    |    |      |       |

Примітка: * — сезон триває.

#### В розрізі гонок
| Сезон | Клас   | Мотоцикл       | 1      | 2      | 3      | 4      | 5      | 6      | 7      | 8      | 9      | 10  | 11     | 12     | 13    | 14     | 15     | 16     | 17     | 18     | Очки | Місце |
| ----- | ------ | -------------- | ------ | ------ | ------ | ------ | ------ | ------ | ------ | ------ | ------ | --- | ------ | ------ | ----- | ------ | ------ | ------ | ------ | ------ | ---- | ----- |
| 2015* | MotoGP | Yamaha—Forward | КАТ 22 | АМЕ 17 | АРГ 14 | ІСП Нф | ФРА 12 | ІТА 12 | КАТ 13 | НІД 15 | НІМ 19 | ІНД | ЧЕХ 15 | ВБР 16 | РСМ 4 | АРА 17 | ЯПО Нф | АВС 18 | МАЛ Нф | ВАЛ 19 | 28   | 17    |
| 2016* | MotoGP | Ducati         | КАТ    | АРГ    | АМЕ    | ІСП    | ФРА    | ІТА    | КАТ    | НІД    | НІМ    | АВС | ЧЕХ    | ВБР    | РСМ   | АРА    | ЯПО    | АВС    | МАЛ    | ВАЛ    |      |       |

Примітка: * — сезон триває.

## Цікаві факти
- Улюбленим треком Лоріса є Філіп-Айленд в Австралії[2].
- У WSBK та MoroGP Лоріс виступав під номером 76, хоча до цього їздив під №65, як у його кумира Лоріса Капіроссі[2].
- На тестових заїздах у Малайзії перед початком сезону 2016 Лоріс потрапив у аварію на швидкості 290 км/год — у його мотоцикла розірвалась задня покришка. Причиною аварії був встановлений низький тиск, 1,45 бара при рекомендованій виробником нормі в 1,5 бара[3].